# Liga de Fútbol de Artsaj
La Liga de Fútbol de Artsaj era una competición oficial de fútbol de la República de Artsaj. Fue fundada en 2018 y en ella participaban 11 equipos. No era miembro de la FIFA ni de la UEFA, pero sí estaba afiliada a la ConIFA.

## Equipos participantes
| Equipo          | Ciudad      | Estadio                 |
| --------------- | ----------- | ----------------------- |
| Avo FC          | Xocavənd    | Avakyan Arena           |
| Artsakh U17     | Khojavend   | Martuni City Stadium    |
| Berd Askeran FC | Askeran     | Askeran City Stadium    |
| Berd Chartar FC | Güneyçartar | Chartar City Stadium    |
| Gandzasar FC    | Vank        |                         |
| Jraberd FC      | Martakert   | Vigen Shirinyan Stadium |
| Kirs FC         | Şuşa        |                         |
| Tigran Mets FC  | Noragyugh   |                         |
| Yerazank FC     | Stepanakert | Estadio Stepanakert     |

## Campeones
| Temporada | Campeón                                        | Subcampeón                                     | Tercero                                        |
| --------- | ---------------------------------------------- | ---------------------------------------------- | ---------------------------------------------- |
| 2018      | Lernayin Artsakh FC                            | Berd Askeran                                   | Yerazank FC                                    |
| 2019      | Berd Askeran FC                                | Yerazank FC                                    | Avo FC                                         |
| 2020      | No disputado debido a la pandemia del COVID-19 | No disputado debido a la pandemia del COVID-19 | No disputado debido a la pandemia del COVID-19 |
| 2021      | Abandonado                                     | Abandonado                                     | Abandonado                                     |

## Títulos por club
| Club                | Títulos | Subtítulos | Años campeón | Años subcampeón |
| ------------------- | ------- | ---------- | ------------ | --------------- |
| Lernayin Artsakh FC | 1       | 0          | 2018         | –––             |
| Berd Askeran FC     | 1       | 1          | 2019         | 2018            |
| Yerazank FC         | 0       | 1          | –––          | 2019            |

## Tabla histórica
Tabla elaborada desde la temporada 2018 hasta la finalizada temporada 2019
| Pos. | Equipo              | PJ | PG | PE | PP | GF  | GC  | DG   | Pts. | Actualmente             |
| ---- | ------------------- | -- | -- | -- | -- | --- | --- | ---- | ---- | ----------------------- |
| 1    | Berd Askeran FC     | 44 | 36 | 2  | 6  | 217 | 68  | +149 | 110  | Liga de Fútbol          |
| 2    | Yerazank FC         | 44 | 34 | 4  | 6  | 202 | 62  | +140 | 106  | Liga de Fútbol          |
| 3    | Avo FC              | 44 | 27 | 5  | 12 | 179 | 57  | +122 | 86   | Liga de Fútbol          |
| 4    | Berd Chartar FC     | 44 | 23 | 11 | 10 | 106 | 61  | +45  | 80   | Liga de Fútbol          |
| 5    | Artsakh U21         | 30 | 19 | 4  | 7  | 92  | 49  | -43  | 61   | Liga de Fútbol          |
| 6    | Kirs FC             | 44 | 18 | 4  | 22 | 84  | 114 | -30  | 58   | Liga de Fútbol          |
| 7    | Lernayin Artsakh FC | 14 | 13 | 1  | 0  | 76  | 3   | +73  | 40   | Primera Liga de Armenia |
| 8    | Dizak FC            | 30 | 7  | 6  | 17 | 51  | 80  | -29  | 27   | Liga de Fútbol          |
| 9    | Jraberd FC          | 44 | 8  | 3  | 33 | 78  | 169 | -91  | 27   | Liga de Fútbol          |
| 10   | Mijnaberd FC        | 30 | 7  | 3  | 20 | 61  | 92  | -31  | 24   | Liga de Fútbol          |
| 11   | Gandzasar FC        | 44 | 5  | 2  | 37 | 60  | 197 | -137 | 17   | Liga de Fútbol          |
| 12   | Berdzor FC          | 30 | 1  | 1  | 28 | 20  | 214 | -194 | 4    | Liga de Fútbol          |